# Garango
Garango ist eine Stadt (commune urbaine) und ein Departement im westafrikanischen Staat Burkina Faso, in der Region Centre-Est und der Provinz Boulgou gelegen. Die Stadt liegt nördlich des Berges Boulgou und hat 71.408 Einwohner.

## Geographie
Garango bedeckt eine Fläche von etwa 79 km². Die Stadt ist in 7 Sektoren eingeteilt und vereint 14 Dörfer (quartiers traditionnels). Die Vereinigung geschah auf Anweisung der Militärbehörden im Jahre 1958. 1960 wurde Garango Sitz einer Unterpräfektur. Ein Gesetz aus dem Jahr 1982 erhob Garango zur Stadt, dieses Gesetz wurde Anfang 1983 durch die Ernennung eines Préfet Maire umgesetzt. Am 8. Oktober 1999 wurden die Stadtgrenzen neu festgelegt. Garango wurde dabei gegenüber 1983 etwas verkleinert.
Garango ist Sitz des Naaba („Kurfürst“, gegenwärtig regiert Naaba Koom) und Hauptort der Bissa, die Anfang des 19. Jahrhunderts eingewandert sind.

## Wirtschaft
Garango ist lokales „Oberzentrum“ in der Provinz Boulgou mit Präfektur, Krankenhaus mit Arzt, Schulinspektion, Lycée, Colléges, Post, landwirtschaftlicher Genossenschaft, Poste des Eaux et des Forets, Mission Catholique (seit 1933), Moschee, Centre Feminin, Centre des Handicapes, Centre des Orphelins, Blindenzentrum, Handwerkerschule, Handwerkern (Schlosser, Schreiner, Maurer, Maler, Schneider, Ledermacher), Viehmarkt, Schlachthof und Veterinärstation.
Die Wirtschaft ist agrarisch geprägt mit Anbau der Hirsearten Sorghum (13 %) und Perlhirse (68 %), Reis, Mais, Zwiebeln, Erdnüssen, Gemüsen und etwas Baumwolle, sowie der Haltung von Schweinen, Schafen, Ziegen und Perlhühnern (Kleinvieh: etwa 10.000 im Stadtgebiet freilaufend, die Tiere düngen die vielen „Hausfelder“ in der Stadt). Exportiert werden nur Zwiebeln in geringem Umfang. Das Land wird mit der Hacke (Dhaba) bearbeitet (0,6 ha/Arbeitskraft), vereinzelt auch mit Leichtpflügen. Arbeitstier ist der Esel. Großvieh (Zeburinder und Rinder) wird von den nomadischen Peulh im Auftrag durch das Land getrieben. Milchviehhaltung ist unbekannt. Alle drei Tage findet ein Markt statt, wo vor allem landwirtschaftliche Produkte verkauft werden.

## Klima
Das Klima wird geprägt durch den Wechsel zwischen Trocken- und Regenzeit (Ende Mai bis Ende September). Die Ergiebigkeit der Regen ist stark unterschiedlich, im Mittel fallen etwa 700 mm. Die Temperaturen liegen zwischen 20 °C (Dezember) und über 40 °C (April, Mai).

## Partnerstädte
- Laval, Frankreich (seit 1973)
- Ladenburg, Deutschland (seit 1983)